# Dena DeRose
Dena DeRose (nacida el 15 de febrero de 1966) es una pianista, cantante y profesora de jazz estadounidense. Aunque comenzó su carrera como pianista, problemas médicos en la mano la obligaron a convertirse también en cantante. Ha lanzado siete álbumes en solitario.

## Biografía

### Primeros años
DeRose nació en Binghamton, Nueva York, hija de un trabajador de la construcción y ex patinador profesional sobre hielo. Comenzó a tocar el piano a los tres años y pronto se convirtió en fanática del jazz. De niña tocaba el piano en bandas escolares. Cuando era adolescente, solía ir a Nueva York para ver a músicos de jazz como Hank Jones y Mulgrew Miller. Después de la escuela secundaria, a DeRose se le ofreció una beca para el Concordia College, pero optó por asistir a la Universidad de Binghamton. A los 21 años, a DeRose le diagnosticaron síndrome del túnel carpiano y artritis. Al sufrir un fuerte dolor en la mano derecha, se vio obligada a dejar de tocar el piano. Al no actuar durante casi un año, se deprimió y recurrió a las drogas y el alcohol para poder sobrellevar la situación. Una noche estaba en un bar escuchando el trío de Doug Beardsley cuando alguien le sugirió que se levantara y cantara. A partir de entonces cantó regularmente con el trío de Beardsley en Binghamton. Después de aproximadamente otros 18 meses sufrió dos operaciones en la mano derecha que le permitieron comenzar a tocar el piano nuevamente. Se mudó a Nueva York en 1991 para avanzar en su carrera.

### Carrera discográfica
Lanzó su álbum debut Introducing Dena DeRose en Amosaya Records en 1995 y un año después entró en el sello Sharp Nine. El álbum incluía los estándares de jazz " Blue Skies ", " How Deep Is the Ocean? " y " Ev'ry Time We Say Goodbye ". Scott Yanow de AllMusic calificó el álbum como "un comienzo impresionante". Su segundo álbum, Another World, fue lanzado en 1998 con un septeto de músicos que incluían a Steve Davis, Steve Wilson, Ingrid Jensen y Daniel Sadownick. El disco incluía los estándares " Spring Is Here " e " In the Wee Small Hours of the Morning ", y "Don't Go", que fue compuesta por DeRose. 
Lanzó dos álbumes más en Sharp Nine: I Can See Clearly Now (2000) y Love's Holiday (2002) antes de pasarse a MAXJAZZ. Su primer álbum en MAXJAZZ, y el quinto en total, fue A Walk in the Park de 2005, que presentaba a un trío con el que comenzó a trabajar unos años antes y seguirían actuando juntos de forma intermitente durante los siguientes doce años, con el bajo Martin Wind y el batería Matt Wilson. El disco incluía versiones de "The Lonely Ones" de Duke Ellington, "Imagine" de John Lennon y "I Concentrate on You" de Cole Porter . Ha trabajado también con Gene Bertoncini, Ray Brown, Jay Clayton, John Clayton, Bruce Forman, Benny Golson, Wycliffe Gordon, Jeff Hamilton, Billy Hart, Bill Henderson, Mark Murphy, Judy Niemack, Ken Peplowski, Houston Person, Alex Riel, Marvin Stamm, Clark Terry y Steve Turre.

## Enseñanza
DeRose ha sido Profesora Vocal y Directora de Jazz Vocal en la Universidad de Música y Artes Dramáticas de Graz, en Austria, desde 2006. Es profesora habitual en el Taller de Jazz de Stanford durante los últimos 20 años, también enseña periódicamente en otros ciclos de verano y programas de talleres, incluidos el Ciclo de Verano de Litchfield, el del Taller de Música en España y el del Conservatorio Prince Claus en Groningen, Holanda.

## Discografía
| Año registrado | Título                                        | notas |
| -------------- | --------------------------------------------- | --- |
| 1995; 1998     | Presentamos a Dena DeRose                     | Con Steve Wilson (saxo alto, saxo soprano), Michael Zisman (bajo), Albert "Tootie" Heath (batería) |
| 1999           | Otro mundo                                    | Con Ingrid Jensen (trompeta, fliscorno), Steve Davis (trombón), Steve Wilson (saxo alto, saxo soprano), Dwayne Burno (bajo), Mark Taylor (batería), Daniel Sadownick (percusión)                                                                                                   |
| 1999           | Una y otra vez                                | Dúo, con Doug Ferony (voz) |
| 2000           | Puedo ver claramente ahora                    | Con Jim Rotondi (trompeta), Joel Frahm (saxo tenor, saxo soprano), Joe Locke (vibráfono), Dwayne Burno (bajo), Mark Taylor (batería), Matt Wilson (batería) |
| 2002           | Vacaciones de amor                            | Con Jim Rotondi (trompeta), Brian Lynch (trompeta), Tony Kadleck (trompeta, fliscorno), Steve Davis (trombón), Sara Della Posta (trompeta), Joe Locke (vibráfono), Peter Washington (bajo), Matt Wilson ( batería), además de invitado especial: Bill Charlap (piano en una pista) |
| 2005           | Una caminata en el parque                     | Trío, con Martin Wind (bajo), Matt Wilson (batería) |
| 2006           | La cercanía de dos [en vivo]                  | Dúo, con Marvin Stamm (trompeta) |
| 2007           | En vivo en Jazz Standard, vol. 1              | Trío, con Martin Wind (bajo), Matt Wilson (batería), más invitado: Joel Frahm (saxo tenor); en concierto |
| 2007 [2008]    | En vivo en Jazz Standard, vol. 2              | Trío, con Martin Wind (bajo), Matt Wilson (batería); en concierto |
| 2010 [2012]    | Luz de viaje                                  | Solo; en concierto |
| 2014           | No te olvidaremos: un homenaje a Shirley Horn | Con Martin Wind (bajo), Matt Wilson (batería), además de invitados: Jeremy Pelt (trompeta), Eric Alexander (saxo tenor), Gary Smulyan (saxo barítono) |
| 2015 [2016]    | Unido                                         | Con Martin Wind (bajo), Matt Wilson (batería), además de invitados: Ingrid Jensen (trompeta), Peter Bernstein (guitarra) |
| 2015 [2016]    | La Rosita [en vivo]                           | Con Scott Hamilton (saxo tenor), Ignasi González (bajo), Jo Krause (batería) |
| 2020           | Oda al camino                                 | Con Martin Wind (bajo), Matt Wilson (batería), además de invitados: Jeremy Pelt (trompeta), Houston Person (saxo tenor), Sheila Jordan (voz) |